# Bohema
Cyganeria artystyczna, bohema (fr. bohème) – nazwa środowiska artystycznego, którego członkowie spędzają czas na wspólnych zabawach i tworzeniu, demonstrując pogardę dla konwenansów, norm społecznych i materializmu. Działalność cyganerii artystycznej wzbudzała kontrowersje ze względów obyczajowych i ze względu na awangardowe podejście do sztuki.
Słowo „bohema” pochodzi z francuskiego la bohème, 'cyganeria', a to z kolei ze średniowiecznej łaciny: bohemus – 'mieszkaniec Czech'; później określano tym mianem Cyganów, którzy, jak sądzono, przybyli właśnie z Czech.
Historycznie pojęcie cyganerii artystycznej jest związane głównie z modernizmem, chociaż ten styl życia przejęło wielu twórców w późniejszych epokach. W twórczości termin bohemy wiąże się ze swobodą twórczą i wolnością twórcy. Pewien wpływ idei cyganerii można zauważyć w idei squatów, wśród których część (jak np. Christiania) jest mocno związana ze sztuką i kulturą alternatywną.

## Znani przedstawiciele europejskiej bohemy
- Arthur Rimbaud
- Paul Verlaine
- Henri de Toulouse-Lautrec
- Stanisław Przybyszewski
- Ferenc Molnár

## Cyganeria artystyczna w sztuce
- Henri Murger: Sceny z życia cyganerii (książka)
- Arthur Rimbaud: Moja bohema, Wrażenie (wiersze)
- Wilki: Bohema (piosenka)
- Giacomo Puccini: Cyganeria (opera)
- Charles Aznavour: La Bohème (piosenka, muz. Ch. Aznavour, słowa Jacques Plante)
- Jonathan Larson: Rent (musical)
- Gedz: Bohema (album muzyczny)
- Shelerinni: Bohema feat Donguralesko